# Turniej o Puchar Rybnickiego Okręgu Węglowego 1970
Puchar Rybnickiego Okręgu Węglowego 1970 – zawody żużlowe, mające na celu wyłonienie zwycięzcy turnieju o Puchar ROW. Zawody w 1970 roku wygrał Andrzej Wyglenda.

## Finał
- Rybnik, 4 października 1970
- Sędzia:

| Msc. | Zawodnik            | Klub         | Pkt  |             |  |
| ---- | ------------------- | ------------ | ---- | ----------- |  |
| 1    | Andrzej Wyglenda    | Rybnik       | 15   | (3,3,3,3,3) |  |
| 2    | Antoni Woryna       | Rybnik       | 11+3 | (0,2,3,3,3) |  |
| 3    | Stanisław Chorabik  | Tarnów       | 11+2 | (2,3,3,3,0) |  |
| 4    | Zygmunt Pytko       | Tarnów       | 11   | (3,2,3,3,0) |  |
| 5    | Edmund Migoś        | Gorzów Wlkp. | 10   | (2,1,2,2,3) |  |
| 6    | Jerzy Szczakiel     | Opole        | 9    | (3,1,1,1,3) |  |
| 7    | Jerzy Gryt          | Rybnik       | 8    | (1,3,0,2,2) |  |
| 8    | Stanisław Kasa      | Bydgoszcz    | 8    | (3,u,1,2,2) |  |
| 9    | Henryk Glücklich    | Bydgoszcz    | 7    | (2,0,2,2,1) |  |
| 10   | Jerzy Padewski      | Gorzów Wlkp. | 7    | (1,2,2,d,2) |  |
| 11   | Zbigniew Jąder      | Leszno       | 5    | (0,3,0,1,1) |  |
| 12   | Piotr Bruzda        | Wrocław      | 5    | (2,1,2,0,0) |  |
| 13   | Ryszard Dziatkowiak | Gorzów Wlkp. | 4    | (1,2,u,1,0) |  |
| 14   | Zdzisław Dobrucki   | Leszno       | 3    | (1,1,d,d,1) |  |
| 15   | Jerzy Trzeszkowski  | Wrocław      | 3    | (0,d,1,d,2) |  |
| 16   | Marek Cieślak       | Częstochowa  | 3    | (0,0,1,1,1) |  |